# 安全屋
安全屋是一个用于避难的秘密场所，它适合藏匿人员，以避免這些人被執法人員逮捕，或避免被他人威脅以及在戰爭時躲避轟炸。